# Andrei Glanzmann
Andrei Glanzmann (Eperjes, 27 de març de 1907 - 23 de juny de 1988) fou un futbolista romanès de la dècada de 1930.
Pel que fa a clubs, va jugar al CA Oradea i Ripensia Timişoara. Fou internacional amb Romania i disputà el Mundial de 1930.